# トーマス・プレドル
トーマス・プレドル（Thomas Pledl 、1994年5月23日 - ）は、ドイツ・バイエルン州ビショフスマイス出身のプロサッカー選手。ブンデスリーガ3部・SVヴァルトホーフ・マンハイム所属。ポジションは、ミッドフィールダー。

## クラブ経歴
2009年にTSV1860ミュンヘンの下部組織に入団。2012年のフリッツ・ヴァルター・メダルU-18部門で銀メダルを受賞した。しかしトップ昇格はかなわず2012年にSpVggグロイター・フュルトに加入。11月のハノーファー96戦でブンデスリーガデビュー。
グロイター・フュルトで2年半プレーした後、2015年1月に同じ2. ブンデスリーガに所属するFCインゴルシュタット04に移籍。契約は4年半。2016年1月、SVザントハウゼンへの期限付き移籍が発表された。
2019年4月10日、フォルトゥナ・デュッセルドルフに移籍。
2023年1月15日、SVヴァルトホーフ・マンハイムに移籍。